# Mohammed Dib
Mohammed Dib (Tlemcen, 21 luglio 1920 – La Celle-Saint-Cloud, 2 maggio 2003) è stato uno scrittore algerino di lingua francese.
Poeta, romanziere, saggista, autore di racconti e drammaturgo.

## Biografia
Romanziere, poeta e drammaturgo algerino, Mohammed Dib è considerato uno dei capostipiti della letteratura maghrebina francofona. Nato nel 1920 a Tlemcen, compì i suoi studi nella sua città natale e poi a Oujda. Ancora giovanissimo cominciò a scrivere poesie e a dipingere. 
Svolse numerosi lavori: insegnante a Zoudj Beghal tra il 1939 e il 1940, impiegato contabile e interprete a Oujda tra il 1943 e il 1944, disegnatore di bozzetti a Tlemcen tra il 1945 e il 1947, infine giornalista del quotidiano Alger Républicain dal 1951.
Tornato da un viaggio in Francia nel 1952, scrisse il suo primo romanzo, La grande maison, a cui seguirono L'incendie (1954) e Le metier a tisser (1957).
Nel 1959 venne espulso dall'Algeria dalle autorità coloniali. Nello stesso anno si trasferì in Francia dove visse stabilmente dal 1964. Dopo un silenzio di qualche anno, riprese a scrivere nel 1986, continuando nella sua ricerca di una scrittura originale.
È autore di oltre trenta titoli fra romanzi, poesie, testi teatrali, tradotti in molte lingue.
Nel 1994 fu il primo scrittore magrebino a ricevere il Grand prix de la francophonie (in lingua italiana Grande premio della francofonia)  assegnato dall'Académie française.
È  morto all'età di 82 anni, il 3 maggio 2003.

## Opere
- La Grande Maison (1952) trad. it. La casa grande, Feltrinelli, 2008.
- L'Incendie (1954) trad.it. L'incendio, Epoché Milano 2004, Feltrinelli 2008.
- Au café (1957)
- Le métier à tisser (1957) trad. it. Il telaio, Epoché 2007, Feltrinelli 2008.
- Baba Fekrane (1959)
- Un été africain (1959) trad. it. Un'estate africana, ed Aiep, 2004
- Ombre gardienne (1961)
- Qui se souvient de la mer (1962)
- Cours sur la rive sauvage (1964)
- Le Talisman (1966)
- La Danse du roi (1968)
- Formulaires (1970)
- Dieu en Barbarie (1970)
- Le Maître de chasse (1973)
- L'histoire du chat qui boude (1974)
- Omneros (1975)
- Habel (1977), trad. it. Habel, ed. Ilisso 2006
- Feu beau feu (1979)
- Mille hourras pour Gueuse une (1980)
- Les Terrasses d'Orsol (1985)
- O vive-poèmes (1987)
- Le sommeil d'Eve (1989)
- Neiges de Marbre (1990)
- Le Désert sans détour (1992)
- L'Infante Maure (1994)
- L'arbre à dires (1998)
- L'Enfant-Jazz (1998)
- Le Cœur insulaire (2000)
- La Nuit Savage (2001) (trad. par C. Dickson)
- Comme un bruit d'abeilles (2001)
- L.A. Trip (2003)
- Simorgh (2003)
- Laezza (2006)

## Premi
- Prix Stéphane Mallarmé 1998
- Grand prix du Roman de la Ville de Paris
- Grand prix de la Francophonie de l'Académie française

### Fonti
Questa voce o parti di essa derivano da materiali donati da Casa Editrice Epoché e Officina GRIOT. (vedi pagina di discussione)